# Bonshō

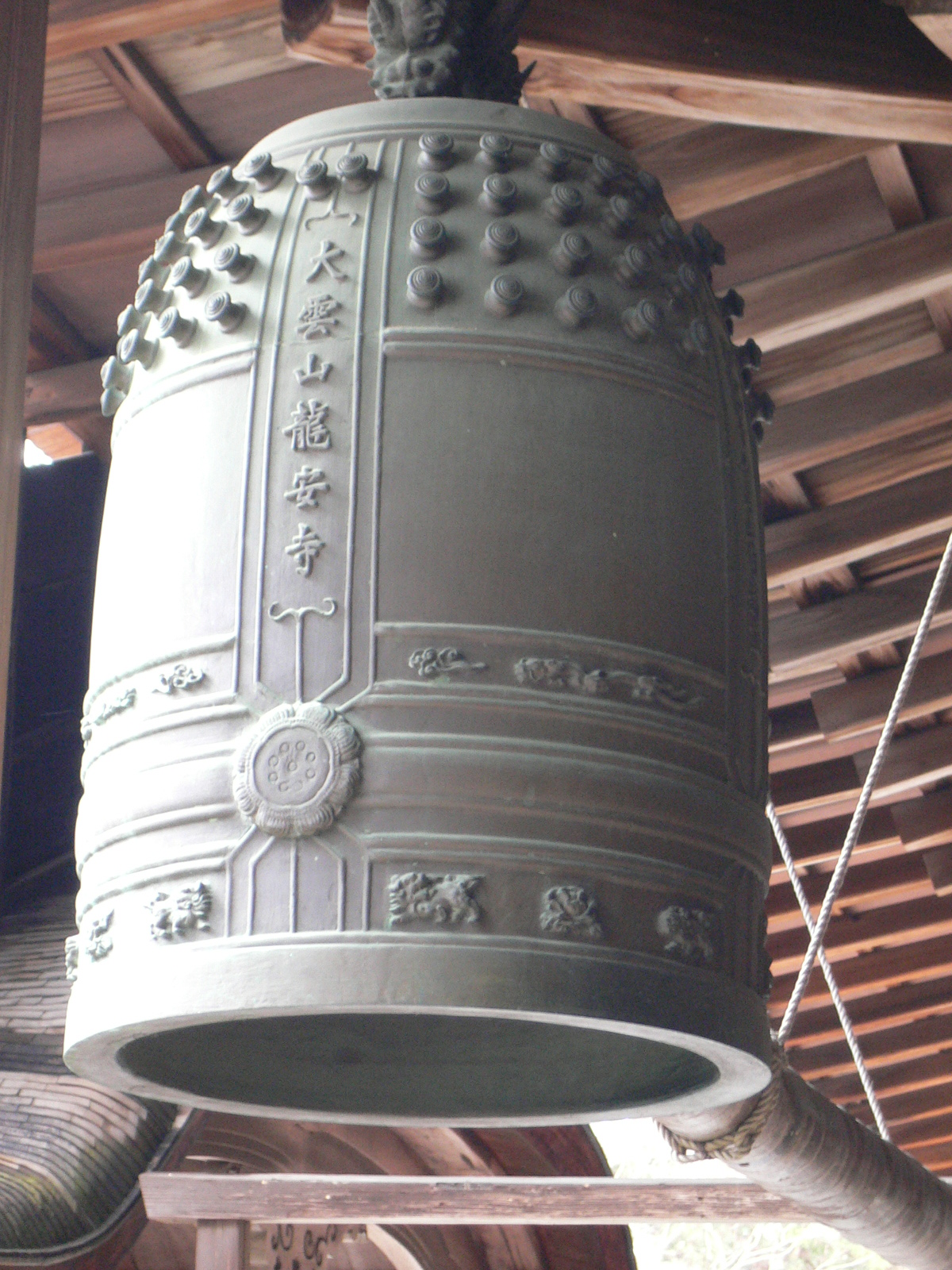
Bonshō in Ryōan-ji. Das lotusförmige tsukiza ist im Vordergrund zu sehen, der gespannte Schlagbalken (shumoku) hängt im Hintergrund.

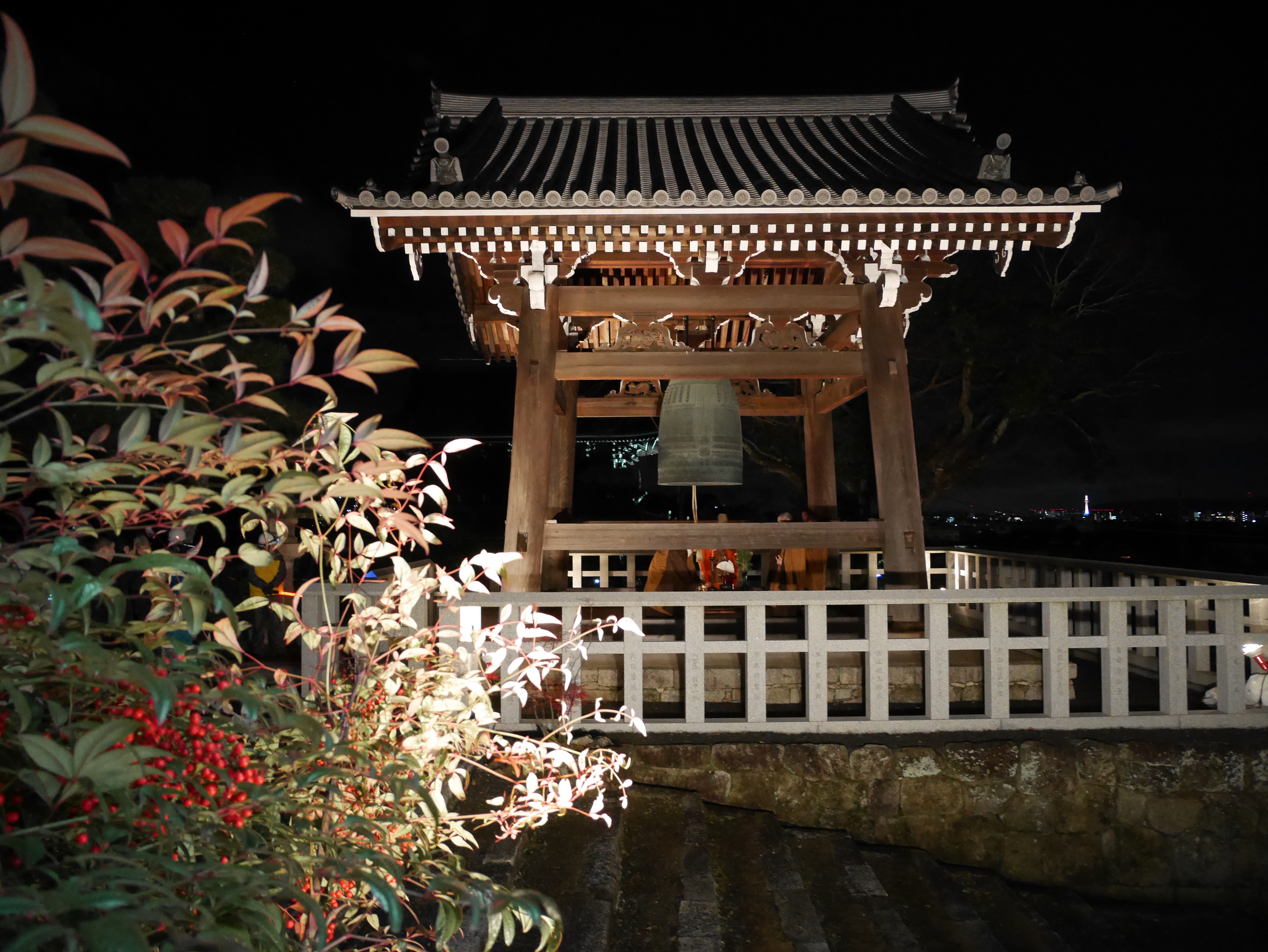
Glocke des Tempels Konkai Kōmyō-ji

Bonshō (jap. 梵鐘, „buddhistische Glocke“), auch bekannt als tsurigane (釣鐘, „hängende Glocke“), ōgane (大鐘, „große Glocke“), geishō (鯨鐘) und kōshō (洪鐘, beides „Riesenglocke“), sind üblicherweise 1,50–2 m hohe Tempelglocken mit 60–90 cm Durchmesser in buddhistischen Klöstern in Japan, die die Mönche zum Gebet rufen und die Tageszeiten angeben. Sie haben keinen Klöppel, sondern werden von außen an einem tsukiza (撞座, „Schlagsockel“) genannten verstärkten Bereich mit einem Holzbalken (撞木, shumoku, „Schlagholz“), der an Seilen hängt, angeschlagen.
Die Glocken werden normalerweise aus Bronze gegossen, seltener aus Eisen. Sie sind oft mit erhabenen Mustern und Inschriften verziert. Die frühesten Glocken werden auf die Zeit um das Jahr 600 n. Chr. datiert. Sie gehen auf ältere chinesische Vorbilder zurück. Der durchdringende Ton der Glocken trägt über große Entfernung, daher wurden sie auch für Signale, Zeitangaben und Notrufe verwendet. Außerdem wurden dem Glockenklang übernatürliche Eigenschaften zugesprochen, zum Beispiel, dass er in der Unterwelt Diyu/Jigoku gehört werden könne. Die spirituelle Bedeutung der bonshō spielt eine große Rolle in buddhistischen Zeremonien wie dem japanischen Neujahrsfest und dem Bon-Fest, aber auch im Zen.
Durch die japanische Geschichte ziehen sich Geschichten und Legenden um diese Glocken, darunter fiktive wie die Benkei-Glocke von Mii-dera, und historische, wie die Glocke von Hōkō-ji. Die klassischen Heike Monogatari („Erzählungen von den Heike“) aus dem 14. Jahrhundert beginnen und enden mit dem feierlichen Klang einer Glocke, der die Untrennbarkeit von Leben, Tod und Zeit symbolisiert.
In neuerer Zeit wurden die Glocken zu einem Symbol für Weltfrieden. 1954 übergab Japan den Vereinten Nationen in New York eine Friedensglocke als Symbol für den Weltfrieden. Sie war aus Metall gegossen worden, das aus gestifteten Münzen und Medaillen aus aller Welt gewonnen wurde. Ähnliche Glocken, die das Bemühen um Weltfrieden repräsentieren, finden sich zum Beispiel im Friedenspark Hiroshima.